# 독일 통일 기금
독일 통일 기금(Fonds Deutsche Einheit)은 독일의 통일 이후 그에 따른 비용을 마련하기 위하여 설치한 기구이다. 1990년 5월 8일 양독 정부간에 체결된 '화폐, 경제, 사회 통합조약'에 근거하여 만들어졌고 연방정부와 주 정부 대표들이 모여 1990년 5월부터 1994년 말까지 총 1150억 독일 마르크(DM)를 보전하여 통합될 동쪽 신연방 5개 주에 지원하기로 합의하고 연방정부의 특별 재산으로 설립된 것이다. 주로 연방정부의 지원, 융자를 통한 조달 그리고 서독 지역 주 정부로부터 최고 80억 마르크의 지원 등 세 가지로 재원이 마련되었다. 기구 설치 당시 1150억 DM을 조성할 계획이었으나 그 액수는 점차 늘어나서 총 지출액은 1607억 DM이 되었다. 이는 초반에 독일정부가 낙관적으로 통일비용을 과소평가했으나 신연방주들의 재정수요는 계속 늘어났기 때문이다. 이후에는 '연대 협약'이 이 기금을 대신하였다.

## 과정
독일정부는 통일 전부터 통일에 소요되는 재정을 충당하기 위해 '개발신용조합'을 활용하였는데 이는 1948년 전후 파괴된 국가경제의 지원 이외에 개발도상국가들을 위한 신용기관으로서의 기능을 주 목적으로 하였다.
조합은 초기 자본금 5억달러로 설립되었고 이 중 80%는 연방정부에서 출자하고 20%는 연방주에서 부담하였다.
통일 후에는 동독참여기금(후에 '통일기금'이 됨)을 이용하였고 이는 구 동독지역의 재건에 참여하는 기업을 위한 프로그램으로 동독지역의 재건을 위한 투자기금을 조성하고 이 자금을 구 동독지역에서 기업을 설립하는 사람들이 활용할 수 있도록 하였다. 이 때 개발신용조합이 위험의 절반을 부담함으로써 투자자들에게 안전망을 제공하였다. 이 기금을 동쪽의 신연방주에 지원하는 것은 구 서독주들과 구 동독 주들의 조세수입과 조세구조, 그리고 경제 규모의 상당한 차이를 감안한 것이었다.
그러나 실제로 통일 후 독일 연방정부는 동독지역 신설 5개주에 대하여 매년 연방예산의 약 25%, GNP의 약 5%에 해당하는 재정을 이전하였는데 이 중 가장 지출항목이 큰 것은 동독지역에 대한 사회보장 이전액으로서 1992년의 경우 전체 이전액의 약 49%를 차지할 정도였다. 신연방주와 동베를린은 1990년부터 1994년까지 이 기금으로부터 주민 수에 비례하여 특별지원 명목으로 지원을 받았다.
신연방주의 재정수요가 늘어나자 이를 충족시키기 위해 기금의 규모도 늘어났다. 1990년부터 1994년까지 독일 통일기금의 총 지출액은 1607억 독일 마르크로 당시 1마르크당 환율 500원으로 환산하면 한국 돈으로 약 80조원이 된다.
| 조성내역            | 1990 | 1991 | 1992 | 1993 | 1994 | 총계  |
| ------------------- | ---- | ---- | ---- | ---- | ---- | ----- |
| 당초 기금 조성액    | 22.0 | 35.0 | 28.0 | 20.0 | 10.0 | 115.0 |
| -차입               | 20.0 | 31.0 | 24.0 | 15.0 | 5.0  | 95.0  |
| -연방예산           | 2.0  | 4.0  | 4.0  | 5.0  | 5.0  | 20.0  |
| 차입금 처리         |      |      |      |      |      |       |
| -차입금 누적액      | 20.0 | 51.0 | 75.0 | 90.0 | 95.0 | -     |
| -차입금이자 지불    | -    | 2.0  | 5.1  | 7.5  | 9.0  | -     |
| 증액된 독일통일기금 | 22.0 | 35.0 | 33.9 | 25.9 | 15.9 | 146.3 |

자료: Jan Priewe and Rudolf Hickel(1991), Der Preis der Einheit, p.135: 주독일 대한민국대사관(1992, p.197)에서 재인용

## 한계
독일은 처음에 '통일비용'을 너무 낮게 책정하였고 단기간에 해결할 수 있다는 낙관적 예측을 하여 독일통일기금을 적게 책정하였다. 또한 대부분이 차입을 통하여 확보되었기 때문에 후에 공공부문의 부채로 남게되는 부채가 발생하였다.